# Arbeitsschutz

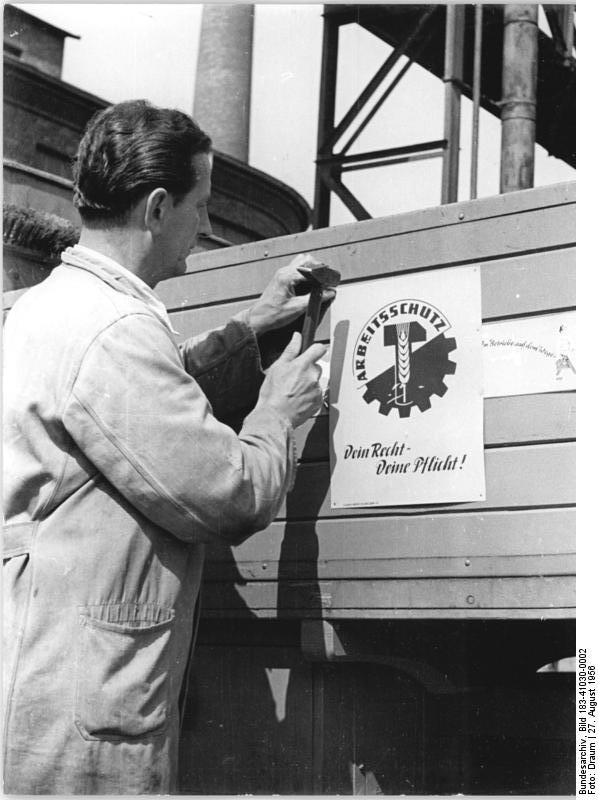
Sichtwerbung für den Arbeitsschutz wird in der Chemische Fabrik v. Heyden angebracht (1956 in der DDR)

Arbeitsschutz sind in der Arbeitswissenschaft und im Arbeitsrecht alle Maßnahmen des Arbeitgebers zur Verhütung von Arbeitsunfällen und arbeitsbedingten Gesundheitsgefahren einschließlich Maßnahmen der menschengerechten Arbeitsgestaltung.
Diese Legaldefinition aus § 2 Abs. 1 ArbSchG legt das Tätigkeitsgebiet der Arbeitgeber beim Arbeitsschutz fest. Arbeitsschutz ist eine Prävention, durch die Arbeitsunfälle verhindert und gesundheitsgefährdende Arbeitsbelastungen und Arbeitsumgebungen vermieden werden sollen. In diesem Sinne ist der Arbeitsschutz ein Sozialstandard. Zum Arbeitsschutz gehören sichere Arbeitsbedingungen (etwa Helmpflicht, Schutzkleidung), Gesundheitsschutz (beispielsweise Vermeidung von Krankheiten, Schädigungen durch Gefahrstoffe oder Lärm) und personenbezogener Schutz (Jugendschutz, Mutterschutz).

## Rechtsgrundlagen
Die wesentlichste Rechtsgrundlage für den Arbeitsschutz ist das Arbeitsschutzgesetz (ArbSchG). Daneben gibt es zahlreiche Spezialgesetze (siehe Gesetze, Verordnungen und Richtlinien).
Die Arbeitsstättenverordnung (ArbStättenV) dient der Sicherheit und dem Schutz der Gesundheit der Beschäftigten beim Einrichten und Betreiben von Arbeitsstätten (§ 1 ArbStättV).
Weitere Rechtsgrundlagen sind das Produktsicherheitsgesetz und zahlreiche Unfallverhütungsvorschriften. Die gesetzliche Unfallversicherung hat nach § 1 SGB VII unter anderem die Aufgabe, mit allen geeigneten Mitteln Arbeitsunfälle und Berufskrankheiten sowie arbeitsbedingte Gesundheitsgefahren zu verhüten.
Der Begriff des Beschäftigten ist im ArbSchG bewusst weit gefasst. Er beinhaltet „alle Personen, die durch eine andere (natürliche oder juristische) Person im Rahmen einer Organisation tatsächlich in Anspruch genommen“ werden. Darunter fallen insbesondere Arbeitnehmer, aber auch Beamte, Soldaten und Richter; Auszubildende, Umschüler, Praktikanten, Volontäre; Postulanten und Novizen; Schüler und Studenten; Beschäftigte in einer Werkstatt für behinderte Menschen; arbeitnehmerähnliche Personen; Helfer im Rahmen eines Freiwilligen Jahres, z. B. FSJ oder FÖJ; Kirchenbedienstete einschließlich Mönche, Nonnen, Diakonissen; Tätigkeiten im Rahmen einer Arbeitstherapie; Strafgefangene; ehrenamtliche Mitarbeiter von z. B. Freiwilligen Feuerwehren oder Hilfsorganisationen. Ausdrücklich nicht zu den Beschäftigten im Sinne des Arbeitsschutzgesetzes zählen Hausangestellte in privaten Haushalten und bedingt Beschäftigte auf Seeschiffen und in Betrieben, die dem Bundesberggesetz unterliegen.
In den deutschsprachigen Staaten werden zum Teil unterschiedliche, allerdings weitgehend synonyme, Begriffe für den in Deutschland gängigen Begriff Arbeitsschutz verwendet. Die gängigsten Synonyme sind „Sicherheit und Gesundheit bei der Arbeit“ und „Arbeitssicherheit und Gesundheitsschutz“. In Österreich ist der Begriff des Arbeitnehmerschutzes oder des ArbeitnehmerInnenschutzes verbreitet, in der Schweiz die Begriffe der Arbeitssicherheit und der „Gesundheitsschutz“. Die unterschiedlichen Begriffe hängen zum Teil von den namentlich unterschiedlichen gesetzlichen Grundlagen ab.
Historisch wurde für den Arbeitsschutz auch der Begriff Gewerbehygiene (in Bezug auf gewerbliche Gesundheitsschädigungen) verwendet.

## Grundlagen
Der Arbeitsschutz beschäftigt sich unter anderem mit der Vermeidung von Arbeitsunfällen, der Verringerung ihrer Folgen (z. B. durch Eliminierung von Gefahren, zusätzlichen Schutzmaßnahmen, Persönlicher Schutzausrüstung (PSA), Leitmerkmalmethode usw.), dem Gesundheitsschutz (langfristige = chronische sowie kurzzeitig auftretende = akute Einwirkung; zum Beispiel Gefahrstoffe, Lärm, psychische Belastungen usw.) und dem personenbezogenen Schutz (beispielsweise Mutterschutz, Jugendschutz) bei der Arbeit. Im Betrieb kann er im Arbeitsschutzmanagement über ein Arbeitsschutzmanagementsystem (AMS) umgesetzt werden. In größeren Unternehmen ist er oft in integrierte Managementsysteme (IMS) eingebettet.

## Arten
Üblicherweise kann der Arbeitsschutz unterteilt werden in:
Organisatorischer Arbeitsschutz
Die Ablauf- und Aufbauorganisation werden im Unternehmen so gestaltet, dass der Arbeitsschutz gewährleistet und in Organisationseinheiten implementiert wird (Arbeitsschutzmanagement, Arbeitsschutzmanagementsystem).
Personeller Arbeitsschutz
Gefährdungsbeurteilungen sind für das Personal und für alle Arbeitsplätze durchzuführen (§ 5 ArbSchG), zu dokumentieren (§ 6 ArbSchG) und bei der Delegation von Aufgaben die Befähigung der Arbeitnehmer zu prüfen, ob sie die für die Sicherheit und den Gesundheitsschutz bei der Aufgabenerfüllung zu beachtenden Bestimmungen und Maßnahmen einhalten können (§ 7 ArbSchG).
Technischer Arbeitsschutz
besteht im Betriebs- und Gefahrenschutz. Er schützt den Arbeitnehmer vor den aus technischen Einrichtungen und Produktionsverfahren drohenden Gefahren (Unfallverhütung vor Arbeitsunfällen) für Leben und Gesundheit (Verhinderung von Berufskrankheiten durch Arbeitshygiene).
Die Arbeitswelt ist von Gefahren für die Gesundheit des Personals mit der Umwelt verbunden.
Zuweilen wird noch zwischen positivem und negativem Arbeitsschutz unterschieden. Der positive Arbeitsschutz gebietet dem Arbeitgeber etwas zu tun und vergegenständlicht sich durch einen Katalog von Maßnahmen medizinischer (Werksarzt) oder technischer Art, der negative verlangt vom Arbeitgeber die Unterlassung wie etwa bei der Beschäftigung von besonders schutzbedürftigen Personen bei bestimmten Produktionsverfahren.

## Ergonomie
Die Ergonomie befasst sich unter anderem auch mit dem Arbeitsschutz. Ihr Begründer, Wojciech Jastrzębowski, wies 1857 darauf hin, dass die Ergonomie ein optimales Arbeitsergebnis („die besten Früchte“) bei geringsten Anstrengungen mit der höchsten Arbeitszufriedenheit für das eigene und das Allgemeinwohl erzielen müsse. Erst 1949 wurde der Begriff als englisch ergonomics durch Kenneth Frank Hywel Murrell (1908–1984) wieder aufgegriffen bei der Gründung der Ergonomics Research Society. Heute befasst sich die Ergonomie schwerpunktmäßig mit der Arbeitsumgebung, den Arbeitsmitteln und den Arbeitsplätzen.

## International

### Europa
In den jeweiligen EU-Mitgliedsstaaten existieren unterschiedliche Arbeitsschutzstandards. Zur Verbesserung des Arbeitsschutzes und Vermeidung der Konkurrenzsituationen zwischen den Mitgliedsstaaten infolge von Ausnutzung wirtschaftlicher Standortvorteile auf Kosten des Arbeitsschutzes ist vom Rat der EU die sogenannte Rahmenrichtlinie für Arbeitsschutz verabschiedet worden (Richtlinie 89/391/EWG vom 12. Juni 1989). Die Rahmenrichtlinie definiert Mindestanforderungen und deckt die wesentlichen Risiken im Bereich der Arbeitsumwelt für den Sicherheits- und Gesundheitsschutz sowie die Arbeitshygiene ab. Europäische Koordinationseinrichtung ist das Senior Labour Inspectors Committee.

### Deutschland
In Deutschland wird der Arbeitsschutz in einem dualen System geregelt und überwacht:
- Durch die Aufsichtsbehörden der Länder (Bezeichnungen: Regierungspräsidien (Hessen), Struktur- und Genehmigungsdirektionen (Rheinland-Pfalz), Landkreise und kreisfreie Städte (Baden-Württemberg), Gewerbeaufsichtsamt, Staatliches Amt für Arbeitsschutz und Sicherheitstechnik, Amt für Arbeitsschutz, Landesamt für Arbeitsschutz). Für den Bund und die Bundesbehörden einschließlich der mittelbaren Bundesverwaltung, zu denen der Bundesaufsicht unterstehende Sozialversicherungen (Bundesagentur für Arbeit), gehören, ist im Auftrag der zentralen Arbeitsschutzkommission beim Ministerium des Inneren die Unfallkasse des Bundes zuständig. In NRW ist der technische sowie der betriebliche Arbeitsschutz in den zuständigen Bezirksregierungen beheimatet.
- Durch die Träger der gesetzlichen Unfallversicherung, insbesondere die gewerblichen Berufsgenossenschaften und Unfallkassen.

In diesem Forschungszweig ist als Bundesbehörde die Bundesanstalt für Arbeitsschutz und Arbeitsmedizin (BAuA) tätig.
Forschung zu Themen des Arbeitsschutzes und zu Berufskrankheiten und Rehabilitation betreiben auch die Träger der gesetzlichen Unfallversicherung. Branchen- und gefährdungsspezifische Forschungen werden häufig von den Trägern selbst durchgeführt und finanziert. Darüber hinaus haben sie von allen gemeinsam getragene DGUV-Institute eingerichtet: das Institut für Arbeitsschutz der Deutschen Gesetzlichen Unfallversicherung (IFA), das Institut für Arbeit und Gesundheit der Deutschen Gesetzlichen Unfallversicherung (IAG) und das Institut für Prävention und Arbeitsmedizin der Deutschen Gesetzlichen Unfallversicherung (IPA). Zusätzlich finanzieren die Unfallversicherungsträger geeignete Forschungsvorhaben Dritter durch die DGUV-Forschungsförderung.
Die BAuA hat im Juli 2022 mit einer Analyse wissenschaftlicher Studien und laufender Aktivitäten verschiedener Akteure den aktuellen Wissensstand zum Thema „Klimawandel und Arbeitsschutz“ recherchiert und dokumentiert.

#### Organe des Arbeitsschutzes

##### SiFa und BA
Arbeitsschutz im Betrieb wird durch den Unternehmer / Arbeitgeber und die verantwortlichen Führungskräfte organisiert und realisiert. Fachlich beraten werden sie dabei durch die Fachkraft für Arbeitssicherheit (SiFa) und den Betriebsarzt (BA). Diese sind der Geschäftsleitung als Stabsstellen beigestellt und sind in ihrer Tätigkeit weisungsfrei. Sie beraten das Unternehmen hinsichtlich der Arbeitssicherheit, äußern Empfehlungen, führen Begehungen durch usw. Da vom Grundsatz her jedoch keine Weisungsbefugnis besteht, greifen die Fachkraft für Arbeitssicherheit (SiFa) und der Betriebsarzt nur bei Gefahr im Verzug ein.
In regelmäßigen Abständen (mindestens vierteljährlich) trifft sich der Arbeitsschutzausschuss (ASA). Hier werden alle Themen des Arbeitsschutzes besprochen, Ziele gesetzt, Meilensteine überprüft, Anregungen und Kritik geübt uvm. Der ASA besteht aus Vertretern der Geschäftsführung, Führungskräften, der SiFa (welche in der Regel auch die Moderation übernimmt), dem Betriebsarzt, Mitgliedern des Betriebsrats, den Sicherheitsbeauftragten (Sibe) und gegebenenfalls von Maßnahmen betroffene Mitarbeitern.

#### Interne und externe Arbeitsschutzexperten
Jeder Arbeitgeber ab einem Mitarbeiter ist verpflichtet, sich um den Arbeitsschutz zu kümmern. Für Kleinunternehmen besteht die Möglichkeit, im so genannten Arbeitgebermodell selbst die Aufgaben zu übernehmen – nach vorheriger Schulung des Unternehmers durch die Berufsgenossenschaften. Sonst können externe Honorarkräfte verpflichtet werden. Großunternehmen haben in der Regel eigene Abteilungen mit vollzeitig tätigen Betriebsärzten und Fachkräften für Arbeitssicherheit.

#### Geschichte

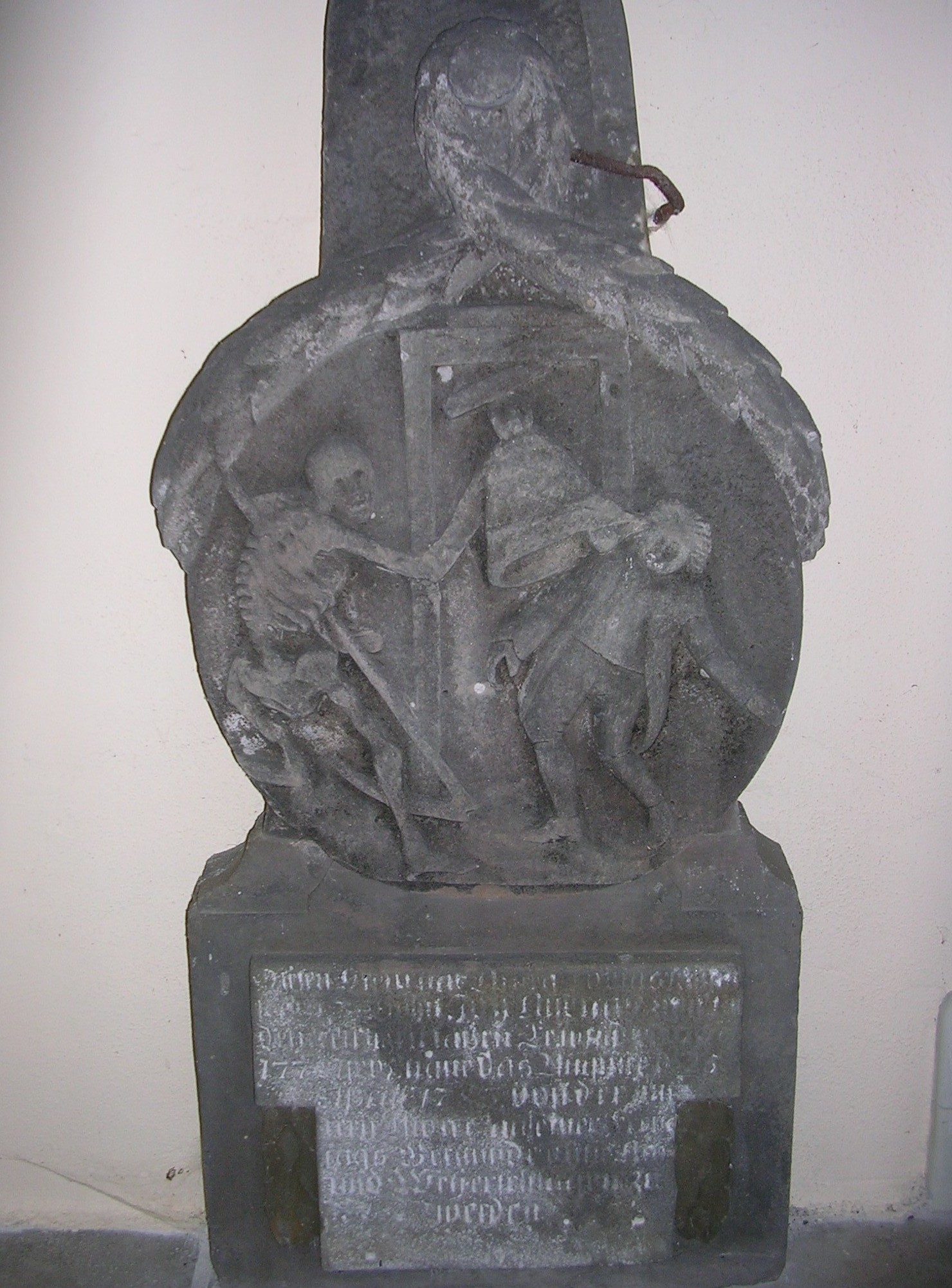
Grabstein eines beim Läuten tödlich verunglückten Jungen aus dem Jahre 1783

Technischer und sozialer Arbeitsschutz wurden im 19. Jahrhundert in Preußen eingeführt, weil sich weite Teile des Bürgertums empörten, die Arbeiterbewegung erstarkte und auch, weil durch Kinderarbeit der Gesundheitszustand der Rekruten als mangelhaft erschien. Dazu erließ König Friedrich Wilhelm III. im Jahr 1839 das fortschrittliche Preußische Regulativ.
Die preußische Gewerbeordnung, die später zur Grundlage der Gewerbeordnung des Deutschen Reichs wurde, verpflichtete die Arbeitgeber, Maßnahmen zum Schutz ihrer Arbeiter zu ergreifen. Es entstand der Begriff des „Arbeiterschutzes“. Eine zentrale Rolle spielten dabei schon früh die Fabrikinspektoren, die für die Durchsetzung der Gesetze in den Fabriken sorgten.

Schon 1880 postulierte Werner von Siemens: 

„Die Verhütung von Unfällen ist nicht eine Frage gesetzlicher Vorschriften, sondern unternehmerischer Verantwortung und zudem ein Gebot wirtschaftlicher Vernunft.“

 1884 wurde unter Bismarck das Unfallversicherungsgesetz verabschiedet, das auch zur Gründung der Berufsgenossenschaften führte. 1924 wurde in Berlin die Klinik für Berufskrankheiten eingerichtet und 1933 zum Universitätsinstitut ausgebaut.
In den 1920er Jahren wurde, mit Blick auf die erfolgreiche amerikanische „Safety first“-Bewegung, beim Eisen- und Stahlwerk Hoesch in Dortmund die Unfallverhütungsarbeit aufgenommen. Mit organisatorischen Maßnahmen, u. a. die Bestellung zweier Sicherheitsingenieure, und der Sensibilisierung der Arbeiter u. a. durch Vorträge, Plakate und Werbung für Unfallverhütung mittels Aufschriften an Gebäuden, sollte die Zahl der Unfälle verringert werden.
Zum Ende des 19. Jahrhunderts hin wurden Schritt für Schritt auch die Angestellten und Beamten durch gesetzliche Regelungen vor arbeitsbedingten Gefahren geschützt. Aus dem „Arbeiterschutz“ wurde der „Arbeitsschutz“.
Aus der Deutschen Gesellschaft für Gewerbehygiene entstand 1934 die Deutsche Gesellschaft für Arbeitsschutz, an deren Spitze der 1933 zum Leiter der Hauptabteilung Wissenschaftliche Arbeitsmedizin im DAF-Amt für Volksgesundheit ernannte Gewerbemediziner Hermann Hebestreit (* 1904) stand.
1974 trat das Gesetz über Betriebsärzte, Sicherheitsingenieure und andere Fachkräfte für Arbeitssicherheit (Arbeitssicherheitsgesetz) in Kraft.

#### Gesetzliche Verankerung
Die Verpflichtung des Unternehmers zu Arbeitssicherheit und Gesundheitsschutz resultiert aus der Reichsversicherungsordnung und ist heute im Siebten Buch Sozialgesetzbuch (SGB VII) festgeschrieben.

##### Gesetze, Verordnungen und Richtlinien
Die deutschen Gesetze werden durch die Umsetzung von EU-Richtlinien beeinflusst, vor allem die zu Richtlinie 89/391/EWG gehörende Richtlinien. Es hat sich folgende Struktur entwickelt:
- Arbeitsschutzgesetz mit seinen Verordnungen
  - Arbeitsstättenverordnung
  - Baustellenverordnung
  - Betriebssicherheitsverordnung (auch Verordnung zum Produktsicherheitsgesetz und Gesetz über überwachungsbedürftige Anlagen)
  - Lastenhandhabungsverordnung
  - Lärm- und Vibrations-Arbeitsschutzverordnung
  - Biostoffverordnung
  - Gefahrstoffverordnung (auch Verordnung zum Chemikaliengesetz)
  - Technische Regeln
  - PSA-Benutzungsverordnung

- Strahlenschutzgesetz mit seiner Verordnung
  - Strahlenschutzverordnung

- Arbeitssicherheitsgesetz (ASiG)
  - DGUV Vorschrift 2 „Betriebsärzte und Fachkräfte für Arbeitssicherheit“
  - in Verbindung mit §87 Betriebsverfassungsgesetz

- Siebtes Buch Sozialgesetzbuch – Gesetzliche Unfallversicherung (SGB VII)
  - Vorschriften zur Sicherheit und Gesundheit bei der Arbeit der DGUV (DGUV Vorschriften, Unfallverhütungsvorschriften nach § 15 SGB VII)

Weitere Gesetze mit Einfluss auf den Arbeitsschutz, welche jedoch überwiegend an den Hersteller statt dem Arbeitgeber adressiert sind, sind:
- Chemikaliengesetz mit seinen Verordnungen,
- Produktsicherheitsgesetz (ProdSG) mit seinen Verordnungen (ProdSV).

##### Arbeitsschutz und Mitbestimmung

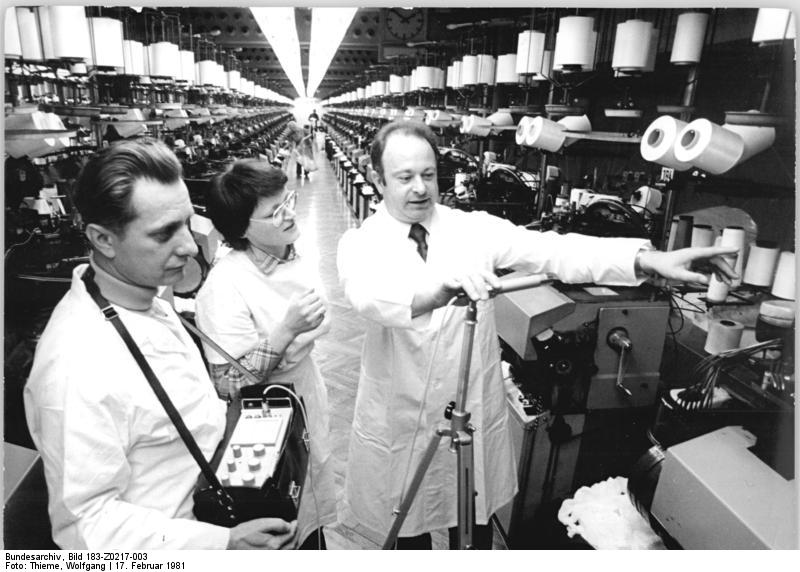
Arbeitsschutzkontrolle

Weitgehende Mitbestimmungsmöglichkeiten
Im Unterschied zur früheren Gesetzgebung gibt das europäischen Vorschriften folgende Arbeitsschutzgesetz (ArbSchG) den Unternehmen einen sehr weiten Ermessensspielraum bei der Umsetzung, um den konkreten Gegebenheiten eines Betriebs gerecht werden zu können. Da das Arbeitsschutzgesetz eine Rahmenvorschrift ohne detaillierte Vorgaben ist, erweitert es nicht nur Spielraum und Verantwortung des Arbeitgebers, sondern bietet zusammen mit dem Betriebsverfassungsgesetz den Betriebsräten sehr weitgehende Mitbestimmungs- und Gestaltungsmöglichkeiten. So können in Unternehmen mit Betriebsräten oder Personalräten die Anforderungen des ArbSchG unter anderem mit freiwilligen Betriebsvereinbarungen umgesetzt werden. Konkret fordert das Gesetz in einem präventiven Ansatz auch für die Arbeitsplanung Gefährdungsbeurteilungen, eine auf diesen Beurteilungen basierende Festlegung von Arbeitsschutzmaßnahmen, die Umsetzung dieser Maßnahmen und Wirksamkeitskontrollen. Es besteht die Pflicht zur Dokumentation. Daraus ergibt sich für den Arbeitgeber die Aufgabe, durch Fehlbelastungen verursachte Gefährdungen zu vermeiden sowie arbeitsbedingten Erkrankungen vorzubeugen. Für Betriebsräte besteht dabei eine Pflicht zur Mitbestimmung.
Unterweisung
Ein wesentliches Element des Arbeitsschutzes sind die Unterweisungen. Deren Gestaltung und Durchführung ist ebenfalls mitbestimmt. So fordert § 12 Abs. 1 des Arbeitsschutzgesetzes, dass Mitarbeiter während der Arbeitszeit ausreichend und angemessen unterwiesen werden. Art und Weise sowie der Umfang einer Unterweisung müssen in einem angemessenen Verhältnis zur vorhandenen Gefährdungssituation und der Qualifikation der Versicherten stehen. Auch die Unterweisung ist eine Arbeitsschutzmaßnahme, die auf einer Gefährdungsbeurteilung basiert.
Audits von Arbeitsschutzmanagementsystemen
In Betrieben mit einem Arbeitsschutzmanagementsystem (AMS) nimmt die Arbeitnehmervertretung auch an den externen Audits der Zertifizierungsgesellschaften teil. Dabei handelt es sich um das Zertifizierungsaudit, die Re-Zertifizierungsaudits und die Zwischenaudits. Die Teilnahme an den Audits ist wichtig, weil die Gewerbeaufsicht Betriebe mit einem AMS bei unternehmensinitiierten Kontrollen „entlastet“ überprüfen kann. Die behördliche Kontrolle verlässt sich dabei auf die Audits durch Firmen, deren Auftraggeber der Arbeitgeber ist. Bei unaufmerksamen Audits und vereinfachten Kontrollen durch die Gewerbeaufsicht besteht die Gefahr einer unzureichenden Überwachung der Qualität des Arbeitsschutzes.
Im Standard ISO 45001 für AMS gibt es einen Absatz zur Konsultation und Beteiligung von Beschäftigten. Betriebsräten in zertifizierten Betrieben sollten diese bekannt sein.

#### Probleme unzureichender Arbeitsschutz-Kontrolle
Nach einer Recherche des ARD-Magazins Plusminus ist in Deutschland die Zahl der Arbeitsschutz-Kontrollen von 1996 bis 2017 um zwei Drittel von etwa 600.000 auf 200.000 Kontrollen pro Jahr zurückgegangen. Dies ist auf einen massiven Stellenabbau in den Arbeitsschutzbehörden zurückzuführen. Gleichzeitig steigt die Zahl der Betriebe und Vorschriften. Dadurch gäbe es heute nur noch so wenige Arbeitsschutz-Kontrolleure, dass ein Betrieb in Deutschland statistisch damit rechnen müsse, lediglich alle 30 Jahre kontrolliert zu werden. So kann beispielsweise die Gewerbeaufsicht Stuttgart von den etwa 21.000 Baustellen im Jahr nur 30 Baustellen kontrollieren. Durch dieses Missverhältnis ist Deutschland auf Europaebene in Sachen Arbeitsschutz gemeinsam mit Bulgarien und Ungarn Schlusslicht.
In Deutschland sind 2018 420 Menschen bei Arbeitsunfällen ums Leben gekommen.

### Österreich
Unter Arbeitsschutz bzw. Arbeitnehmerschutz versteht man in Österreich die Summe aller Vorkehrungen und Aktivitäten, die den Schutz des Lebens und der Gesundheit der Menschen bei ihrer beruflichen Tätigkeit zum Ziele haben. Dieses Gebiet wird exakter als ArbeitnehmerInnenschutz bezeichnet.
Der Arbeitnehmerschutz in Österreich ist (wie in vielen anderen europäischen Ländern auch) wesentlich durch die Arbeitsschutz-Richtlinien der EU bestimmt. Auf diesen Richtlinien basieren die meisten der nationalen Arbeitnehmerschutzgesetze und -verordnungen, wie das ArbeitnehmerInnenschutzgesetz (ASchG) oder die Arbeitsstättenverordnung.
Eine Übersicht über die Bestimmungen des ASchG gibt die Broschüre „Sicherheit und Gesundheitsschutz am Arbeitsplatz“. Eine Volltextdatenbank aller österreichischen ArbeitnehmerInnenschutzvorschriften und der relevanten Nebenbestimmungen samt erläuternden Anmerkungen erscheint seit 1997 als CD-ROM und wird regelmäßig aktualisiert.
Die Arbeitsinspektion ist die wichtigste gesetzlich beauftragte Behörde zur Bekämpfung von Defiziten im Sicherheits- und Gesundheitsschutz bei der Arbeit in Österreich. Durch eine bundesweit homogene Vollzugspraxis werden die Ansprüche nach gleichen Rechten und fairem Wettbewerb in der Arbeitswelt sichergestellt. Sie trägt so zur Vermeidung von Unfällen und arbeitsbedingten Gesundheitsgefahren, zur Weiterentwicklung der Arbeitssicherheit und des Gesundheitsschutzes sowie zur gesellschaftlichen Akzeptanz des Arbeitnehmerschutzes bei. Die Arbeitsinspektion ist mit einer eigenen Website im Internet vertreten. Die Palette der Themen reicht von den allgemeinen Schutzbestimmungen bei der Arbeit, der Gestaltung von Arbeitsstätten und beim Einsatz von Arbeitsmitteln bis zu Arbeitszeitregelungen und dem Schutz für bestimmte Personengruppen in der Arbeitswelt.

#### Geschichte
1883 wurde in Österreich-Ungarn durch die Schaffung der Gewerbeinspection eine relativ umfassende Überwachungsbehörde eingerichtet. Eine Änderung der Gewerbeordnung im Jahr 1885 setzte einige Arbeiterschutzregelungen fest. So wurde beispielsweise die maximale Arbeitszeit für Fabrikarbeiter (ab dem 14. Lebensjahr) auf 11 Stunden fixiert. Kinderarbeit bis zum 14. Lebensjahr wurde verboten, ebenso die Nachtarbeit für Frauen und für Jugendliche (bis 16). Allerdings galten die Verbote nur im Bereich der Gewerbeordnung, wurden vielfach nicht eingehalten und es bestanden zahlreiche Ausnahmen.

### Schweiz
In der Schweiz wird die Regelung der Arbeitssicherheit nach dem Unfallversicherungsgesetz (UVG) von der Schweizerischen Unfallversicherungsanstalt (SUVA) und der Eidgenössischen Koordinationskommission für Arbeitssicherheit (EKAS) übernommen.
Der Gesundheitsschutz der Schweiz ist im Arbeitsgesetz geregelt und hat zum Ziel, die Arbeitnehmer und Arbeitnehmerinnen vor gesundheitlichen Gefahren zu schützen. Das Gesetz ist anwendbar auf alle öffentlichen und privaten Betriebe insbesondere auf die Betriebe der Industrie, des Gewerbes und Handels.
Im Arbeitsgesetz werden besonders die Arbeitszeit (wöchentliche Höchstarbeitszeiten, Überzeit, Ruhezeiten und Pausen), Nachtarbeit, Sonntagsarbeit, Schichtarbeit und ununterbrochener Betrieb, Sonderschutz für Jugendliche, Schwangere und Mütter, industrielle Betriebe sowie der Gesundheitsschutz ganz allgemein festgelegt.

### Vereinigtes Königreich
In Großbritannien werden Arbeitsschutzbestimmungen von der Health and Safety Executive geregelt.

## Abgrenzung
Arbeitsschutz und Arbeitssicherheit sind voneinander abzugrenzen. Für beide Arbeitsgebiete gibt es mit dem Arbeitsschutzgesetz bzw. dem Arbeitssicherheitsgesetz unterschiedliche Rechtsgrundlagen. Arbeitsschutz ist eine Prävention, durch die Arbeitsunfälle verhindert und gesundheitsgefährdende Arbeitsbelastungen und Arbeitsumgebungen vermieden werden sollen. Arbeitssicherheit besteht dagegen hauptsächlich darin, dass die Arbeitgeber Betriebsärzte und Fachkräfte für Arbeitssicherheit zu bestellen haben, damit diese die Arbeitgeber beim Arbeitsschutz und bei der Unfallverhütung unterstützen.